# Blast
För andra betydelser, se Blast (olika betydelser).

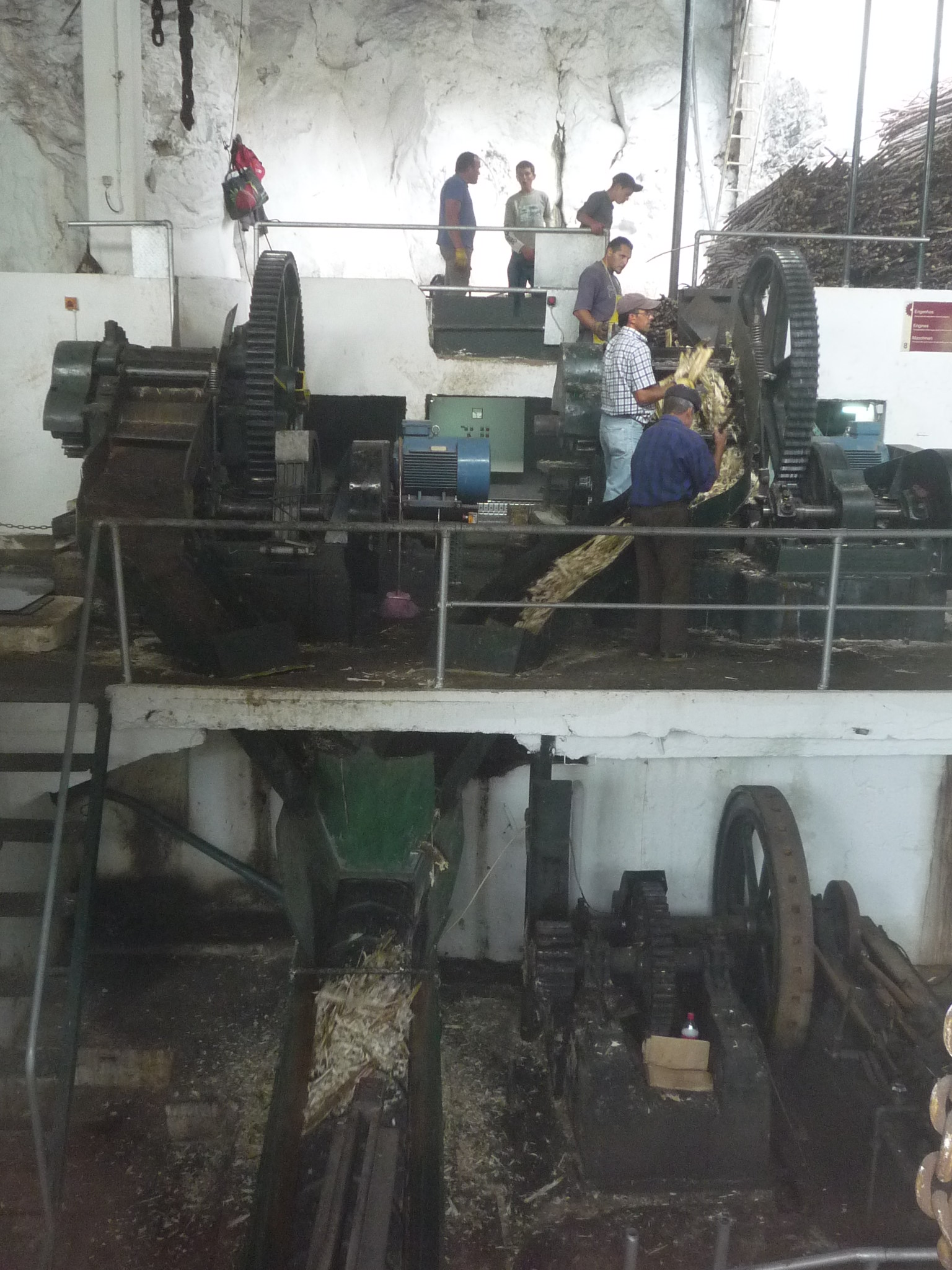
Sockerrör krossas i Madeira. Blasten faller ner i en ränna och transporteras till ett rullband nedanför

Blast kallas vissa ovanjordiska växtdelar som oftast inte används för konsumtion. Ordet används ofta för att beskriva de delar av rotfrukter och potatis som växer ovan jord. Hos sockerrör och durra är blasten den trådiga rest som återstår efter stjälkar krossats för att extrahera dess saft. Rotfruktsblast är ett bra fodermedel som innehåller mycket protein.

## Sockerrör och durra
Blasten används för närvarande som en förnybar källa vid tillverkningen av pappersmassa och pappersprodukter samt i byggnadsmaterial.
För vart tionde ton sockerrör som krossas producerar en sockerfabrik nästan tre ton våt blast. Då blast är en biprodukt från sockerrörsindustrin varierar den producerade mängden beroende på sockerrörsproduktionen i varje land.
Den höga mängden vätska i blast, mellan 40 och 50%, är skadligt för dess verkan som bränsle. Vanligtvis lagras blast innan de utsätts för fortsatt behandling. För elproduktion lagras det i hög luftfuktighet, och den milda temperaturen (exotermisk process) som kommer av att sockret löses upp torkar blasten något. För papper och pappersmassa lagras det blött normalt sett då det hjälper till att ta bort de korta märgfibrer som hindrar processen av pappersskapande samt tar bort resterande socker.
En typisk kemisk analys av blast kan ge (när blasten är tvättad och torkad): cellulosa 45–55 %, hemicellulosa 20–25 %, lignin 18–24 %, aska 1–4 %, vaxer <1 %.